# Dasineura tavaresi
Dasineura tavaresi är en tvåvingeart som beskrevs av Maia 1996. Dasineura tavaresi ingår i släktet Dasineura och familjen gallmyggor. Inga underarter finns listade i Catalogue of Life.